# Chosenia cardiophylla
Chosenia cardiophylla är en videväxtart som först beskrevs av Ernst Rudolf von Trautvetter och C. A. Mey., och fick sitt nu gällande namn av N Chao. Chosenia cardiophylla ingår i släktet Chosenia och familjen videväxter. Inga underarter finns listade i Catalogue of Life.